# チョ・ユンジェ

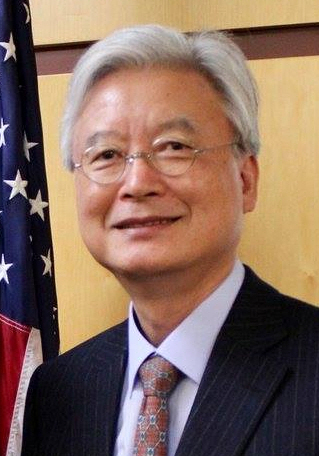
駐米大使在任中の趙潤済（2018年）

チョ・ユンジェ（趙潤済、1952年2月22日 - ）は韓国の外交官。

## 経歴
盧武鉉政権時代の駐英大使。2017年大韓民国大統領選挙の時には文在寅のシンクタンク「政策空間国民成長」の所長を務めた。KAIST(韓国科学技術院)金融専門大学院教授。西江大国際大学院教授。2017年から駐米韓国大使。